# Duke : Hiver nucléaire
Duke : Hiver Nucléaire (Duke: Nuclear Winter) est un jeu vidéo de tir à la première personne sorti en 1997 et fonctionne sur PC. Le jeu a été développé par WizardWorks puis édité par GT Interactive.

## Présentation
Le pôle Nord regorge de dangers diaboliques. Les aliens y ont débarqué, et menacent de détruire le Père Noël, ses copains les lutins, et son joli petit village. Un seul homme peut ramener l'ordre... et éliminer ces infâmes ravisseurs de Père Noël, ces mutants tueurs de lutins et de bonshommes de neige... le seul et unique, héros le plus sexy de l'univers, Duke Nukem.
Alors préparez-vous à un délire frigorifique, car Duke Nukem est dans la place! Et prenez des photos, parce que le pôle Nord ne sera plus jamais le même après le passage de Duke.

## Ennemis
Dans Duke : Hiver Nucléaire, il existe de nouveaux ennemis :
- Bonshommes de neige : Ils sont méchants, ils ne lâcheront pas Duke Nukem et ils balancent des boules de neiges tueuses. Duke Nukem doit garder ses distances pour pas qu'il se blesse.
- Bonshommes volants : Cousins des bonshommes de neige standarts, ils ne connaissent pas le traîté de Genève, et balancent des rayons glacés à défriser leur ennemi.
- Blindés des neiges : Que se passe t-il quand un affreux bonhomme de neige est mixé avec un blindé tout terrain ? Gare aux avalanches, elles sont nombreuses en cette saison.
- Miliciennes : Malgré le froid, elles ont la rage! Ces membres de la FEM (Femmes Exterminatrices de Mecs) ne veulent qu'une chose: que Duke Nukem avale son arme.
- Chefs de milices : Capables de commander des dizaines de miliciennes, ces leaders de la FEM savent se servir de leurs armes. Pas le temps d'engager la conversation, c'est elles ou vous!
- Père Noël ("Papa Noël"): C'est le boss de fin. Il n'est pas celui que Duke Nukem croit. Celui-là est armé jusqu'aux dents, rapide et extrêmement féroce. Son objectif: que Duke n'arriverait pas à rester intact au Nouvel An!

Évidemment, tous les anciens aliens des premiers épisodes de Duke Nukem sont aussi présent dans cet épisode.

## Niveaux
- 1. "Déjà Vu": Une version relookée, version glaciale, du niveau original, mais à l'envers.
- 2. "Where it all began": Los Angeles sous la neige.
- 3. "Land of forgotten Toys": Bienvenue dans la toundra glacée.
- 4. "Santa's Corporate HQ": Vérifier la liste du Père Noël, pour savoir si vous avez été sage cette année!
- 5. "The Backdoor": Il y a toujours une façon de s'en sortir, mais vous risquez d'être trempé.
- 6. "Christmas Village": Les sbires du Père Noël n'ont pas l'air si sympa que ca.
- 7. "Here comes Santa Claus": Le Père Noël attend Duke Nukem, et ses jouets ne sont pas tous inoffensifs!

## Inclus
- 7 niveaux à glacer le sang
- Nouveau monstre arctique
- Nouveaux décors "spécial pôle Nord"